# Skuru, Nacka kommun

Skuru är ett område i kommundelen Sicklaön inom Nacka kommun, Stockholms län. Från början var Skuru namnet på en gård. Området idag kan sägas ramas in av naturreservatet Nyckelviken i väster, Skurusundet i öster, länsväg 222 (Värmdöleden) i söder samt Duvnäs utskog i norr. Bebyggelsen utgörs nästan uteslutande av enfamiljshus och parhus samt enstaka flerfamiljshus uppförda 2007 - 2009 i området Bastusjöhöjden. Bastusjön är en badbar sjö som är belägen i Skuru. 
I Skuru håller idrottsföreningen Skuru IK till.
Centralt i Skuru finns Solsunda (tidigare Skuru gård) med rötter från 1600-talet. I början av 1900-talet ägdes det av Stockholms sjukhem och är sedan 1968 behandlingshem.

## Bilder

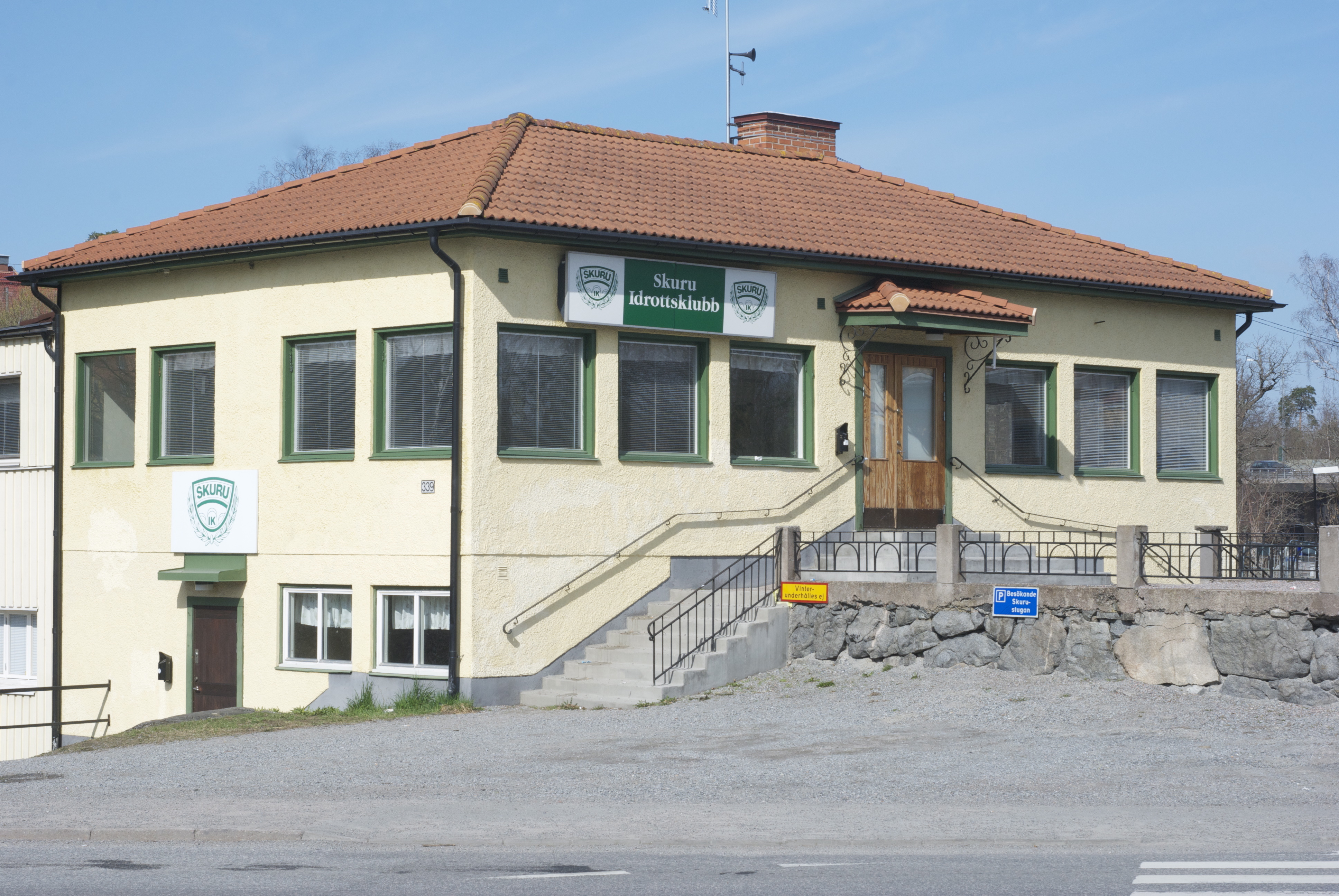
Skuru IK:s klubbhus.
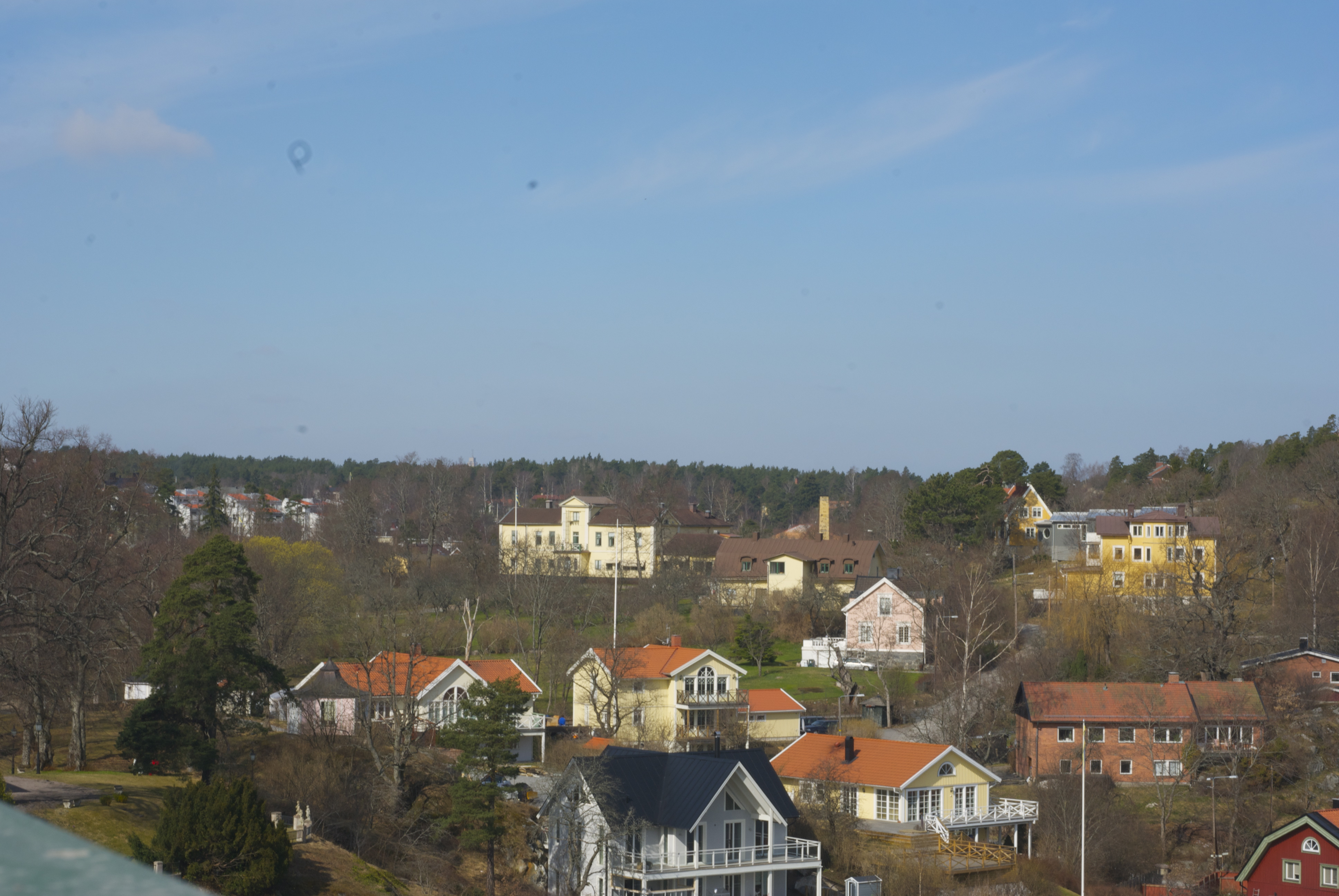
Skuru sett från Skurubron.
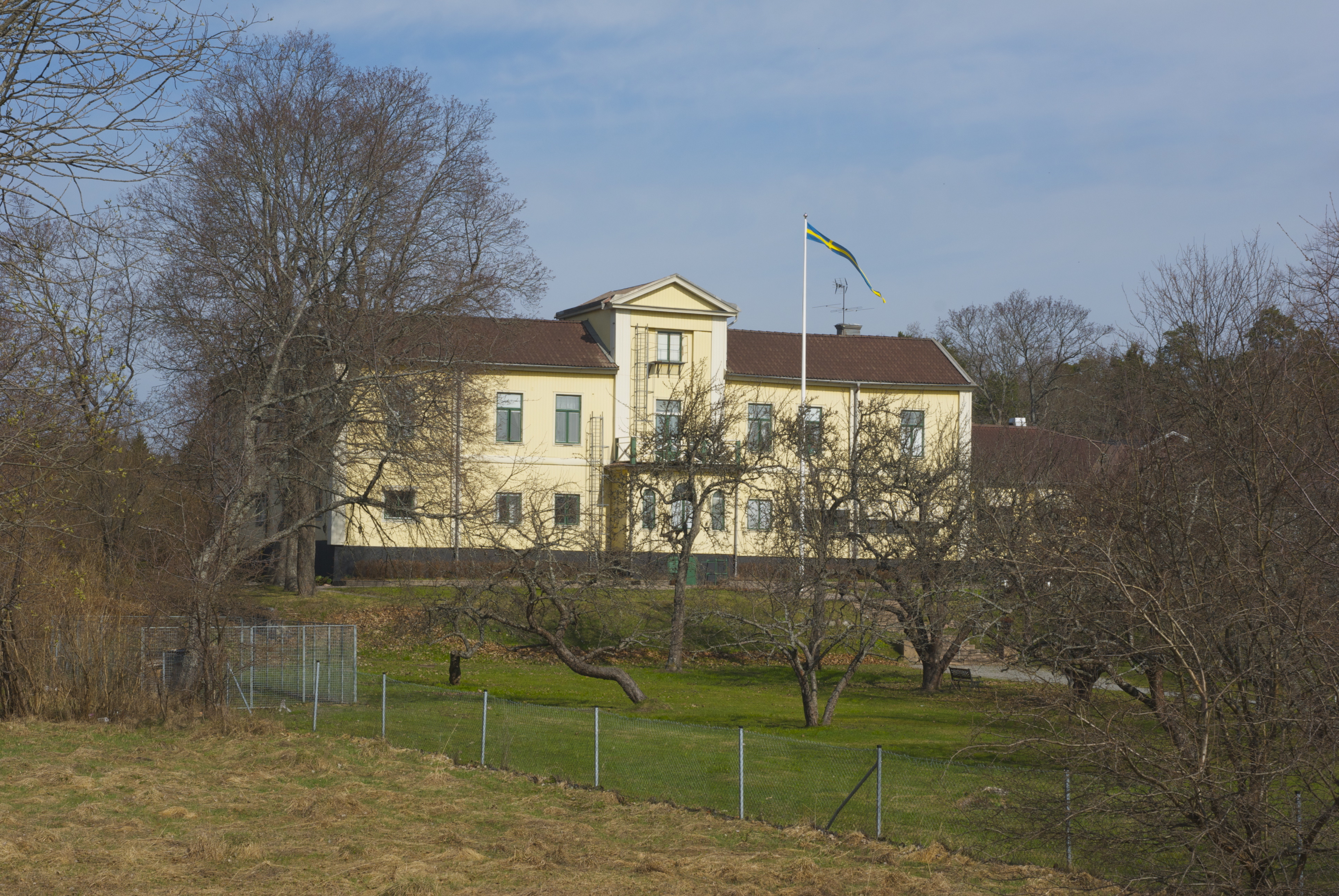
Solsunda